# 189
189（一百八十九）是188與190之間的自然數。

## 數學領域
- 合數，正因數有1、3、7、9、21、27、63和189。
質因數分解為{\displaystyle 3^{3}\times 7}。
- 虧數，真因數和為131，虧度為58。
- 第88個十进制的等數位數。前一個為185、下一個為191。
- 第9個七邊形數，也是是64邊形數。
- 第5個中心立方數（英语：Centered cube number）（），是二連續立方數的和，{\displaystyle 4^{3}+5^{3}\,}。
- 第37個幸運數。
- 烏拉姆數列的第40項。
- 二進制為10111101，是迴文數，也是黑洞數。
- 可表示為二立方數的差，{\displaystyle 6^{3}+(-3)^{3}\,}。
- 有{p, p+2, p+6, p+8}形式四胞胎质数中，除了{5, 7, 11, 13}外，其他四胞胎质数均可表示為{10n+1, 10n+3, 10n+7, 10n+9}，乘積最後三位數均為189，例如11 × 13 × 17 × 19 = 46189，101 × 103 × 107 × 109 = 121330189。
- 相反數-189為殭屍數，即位數和（首位含負號）的平方與自身的和大於零的負數，即{\displaystyle {{-{189}}+{{\left({{{-{1}}+{8}}+{9}}\right)}^{2}}}=67}。前一個為-197，後一個為-188（OEIS數列A328933）。